# Rodna binarnost
Rodna binarnost (također poznata kao rodni binarizam, binarizam ili genderizam) klasifikacija je spola u dva različita, suprotna oblika muškog i ženskog roda, bilo prema društvenom sustavu ili kulturnom uvjerenju.
U ovom binarnom modelu, spol, rod i seksualnost su usklađeni s nečijim genetskim spolom ili spolom temeljenim na spolnim žlijezdama, ili sa spolom dodijeljenim pri rođenju. Na primjer, kad se muškarac rodi, rodni binarizam može pretpostaviti da će muškarac biti muškog izgleda, karakternih osobina i ponašanja, uključujući heteroseksualnu privlačnost prema ženama. Ti aspekti mogu uključivati očekivanja od odijevanja, ponašanja, seksualne orijentacije, imena ili zamjenice, željenog toaleta ili drugih kvaliteta. Ta očekivanja mogu ojačati negativne stavove, pristranost i diskriminaciju prema ljudima koji izražavaju rodne razlike ili čiji je rodni identitet neskladan s njihovim prirođenim spolom.

## Opći aspekti
Pojam binarni spol opisuje sustav u kojem društvo raspoređuje svoje članove u jedan od dva skupa rodnih uloga, rodnih identiteta i atributa na temelju vrste genitalija. U slučaju ljudi rođenih s organima koji ne spadaju u ovaj klasifikacijski sustav (interspolni ljudi), provođenje binarnog sustava često uključuje prisilnu kiruršku promjenu spola. Interseksualni ljudi anatomski se često identificiraju kao muškarci ili žene; međutim, njihov urođeni rodni identitet može biti različit. Spolna se binarnost stoga usredotočuje prvenstveno na nečiji urođeni identitet, bez obzira na njegove anatomske značajke.
Rodne uloge glavni su aspekt rodne binarnosti. Rodne uloge oblikuju i ograničavaju životna iskustva ljudi, utječući na aspekte samoizražavanja, od izbora odjeće do zanimanja. Većina ljudi ima ženske i muške psihološke osobine. Na tradicionalne rodne uloge utječu mediji, religija, uobičajeno obrazovanje, politički sustavi, kulturni sustavi i socijalni sustavi. Glavne religije poput islama i kršćanstva, posebno djeluju kao autoriteti za rodne uloge. Na primjer, islam uči da su majke primarno dužne skrbiti se za svoju djecu, a Katolička crkva, najveća kršćanska denominacija, cispolne muškarce određuje za svećenike. Kršćanstvo svoju privrženost rodnom binarnom sustavu podupire Knjigom postanka u Bibliji, gdje je u 27. retku objavljeno da je "Bog stvorio čovjeka na svoju sliku; na sliku Božju stvorio ga je; muško i žensko stvorio ih je."
Ortodoksni judaizam također zabranjuje ženama da budu zaređene za rabinice i da služe kao svećenici u svojim skupštinama.
Na engleskom neke imenice (npr. Dječak), počasni naslovi (npr. Gospođica), zanimanja (npr. Glumica) i zamjenice (npr. Ona, njegova) imaju rod i spadaju u binarno muško/žensko. Djeca koja su odrastala u okruženjima koja govore engleski (i druge rodove jezike) doživljavaju spol kao binarnu kategoriju.
Prema Thomasu Keithu iz Muškosti u suvremenoj američkoj kulturi, dugogodišnja kulturna pretpostavka da su dualnosti između muškaraca i žena "prirodne i nepromjenjive" dijelom objašnjava postojanost sustava patrijarhata i muških privilegija u modernom društvu.
Hyde i kolege sugeriraju da vidljivo obilježavanje spola postaje neprirodno psihološki istaknuto.

## U LGBT zajednici
Rodni binarizam može stvoriti institucionalizirane strukture moći, a pojedinci koji se identificiraju izvan tradicionalnih rodnih binarnih datoteka mogu doživjeti diskriminaciju i uznemiravanje unutar LGBT zajednice. Većina ove diskriminacije proizlazi iz društvenih očekivanja o spolu koja su izražena u LGBT zajednici. Ali mnogi LGBT ljudi i mnoge omladinske aktivističke grupe zagovaraju rodni binarizam unutar LGBT zajednice. Mnogi pojedinci iz LGBT + zajednice prijavljuju unutarnju hijerarhiju statusa moći. Neki koji se ne identificiraju unutar binarnog sustava padaju na dno hijerarhije. Mnoštvo različitih varijabli kao što su rasa, etnička pripadnost, dob, spol i još mnogo toga može smanjiti ili podići nečiju prividnu moć.
Širom svijeta postoji mnogo pojedinaca i nekoliko supkultura koje se mogu smatrati iznimkama od rodnih binarnih ili specifičnih transrodnih identiteta. Pored pojedinaca čija su tijela prirodno interspolna, postoje i specifične društvene uloge koje uključuju aspekte oba ili niti jednog binarnog spola. Tu spadaju dvodusi kod američkih Indijanaca i indijske hidžre. Feministička filozofkinja María Lugones tvrdi da su zapadni kolonizatori autohtonim narodima nametnuli svoje dualističke ideje o rodu, zamjenjujući već postojeće autohtone koncepte.  Na suvremenom Zapadu, ne-binarni ljudi razbijaju rodnu binarnost odbijajući izraze poput "muški" i "ženski". Transrodne osobe imaju jedinstveno mjesto u odnosu na rodnu binarnost. U nekim slučajevima, pokušavajući se prilagoditi društvenim očekivanjima o svom spolu, transseksualne osobe mogu se odlučiti za operativni zahvat, hormone ili oboje.

## Ograničenja i odbijanje
Neki su feministički znanstvenici osporavali postojanje jasne rodne binarnosti. Judith Lorber objašnjava problem neispitivanja podjele ljudi u ove dvije skupine "iako često pronalaze značajnije razlike unutar grupe od razlika između grupa". Lorber tvrdi da to potvrđuje činjenicu da je rodna binarnost proizvoljna i dovodi do lažnih očekivanja i muškaraca i žena. Umjesto toga, raste podrška za mogućnost korištenja dodatnih kategorija koje uspoređuju ljude bez "prethodnih pretpostavki o tome tko je poput koga".
Znanstvenici koji proučavaju rodnu binarnost iz perspektive intersekcijskog feminizma i kritičke teorije rase slažu se da je tijekom procesa europske kolonizacije SAD-a stvoren i proveden binarni rodni sustav kao sredstvo zaštite patrijarhalnih normi i podržavanja europskog nacionalizma. Smatra se da je ova ideja roda kao binarnog sustava represivno sredstvo za odražavanje diferencijalne dinamike snage. Studije tradicije dvoduha pokazale su da razne indijanske nacije razumiju spol i seksualnost na način koji se izravno suprotstavlja zapadnim normama.
Rodni binarizam također postavlja ograničenja na adekvatnost medicinske skrbi koja se pruža pacijentima koji ne odgovaraju rodu. U medicinskoj literaturi postoji velika praznina o nebinarnim populacijama koje imaju jedinstvene zdravstvene potrebe.
Anne Fausto-Sterling predlaže klasifikaciju 23 spola i odmak od klasifikacije muškog i ženskog spola. U svom radu "Pet spolova: zašto muškarci i žene nisu dovoljni", ona govori o postojanju interspolnih osoba, pojedinaca koji imaju kombinaciju muških i ženskih spolnih karakteristika, koji se smatraju odstupanjima od norme i koji često podliježu prisili operacija u vrlo mladoj dobi kako bi se održao dvospolni sustav. Postojanje ovih pojedinaca dovodi u pitanje standarde rodnih binarnih datoteka i dovodi u pitanje ulogu društva u konstrukciji roda. Fausto-Sterling kaže da moderni praktičari potiču ideju da je rod kulturni konstrukt i zaključuje da, "prelazimo iz razdoblja seksualnog dimorfizma u jedno od raznolikosti izvan broja 2".